# Artie 5ive
 (décembre 2024).
Si vous disposez d'ouvrages ou d'articles de référence ou si vous connaissez des sites web de qualité traitant du thème abordé ici, merci de compléter l'article en donnant les références utiles à sa vérifiabilité et en les liant à la section « Notes et références ».
Artie 5ive, de son vrai nom Arturo Barioli, est rappeur et compositeur italien, d’origine italo-sierraléonaise, né le 28 août 2000 à Milan.

## Biographie

### Origine et début
Artie 5ive est né le 28 août 2000 à Milan d'un père italien et d'une mère sierraléonaise. Il fait ces début dans le rap en 2020 avec le titre Finchè siamo sbronzi. En juillet 2023, il sort son premier album studio Aspettando la bella vita, qui a atteint la 8e position du FIMI Album et qui s'est vendu à plus de 50 000 unités, étant certifié platine par la Musique italienne. Fédération industrielle. Le LP contient Anelli e collane, Top G et le morceau du même nom, tous trois certifiés platine pour 100 000 unités vendues.
Le titre Cadillac sorti en octobre 2023 et certifié double platine, a marqué son premier numéro un dans le Top Singles italien. Deux mois plus tard, le 8 décembre 2023, il sort l'album Motivation 4 the Streetz en collaboration avec le rappeur Rondodasosa. qui termine à la 4e place des albums et également certifié single d'or par FIMI et promu par la tournée du même nom,. Le projet comprend les chansons Hoodrich et Boulevard, toutes deux dorées.
I Love It, un duo avec la rappeuse ANNA issu de son album Vera Baddie sorti le 27 juin 2024, devenu le troisième top dix italien de l'artiste et son entrée platine.

## Discographie

### Albums studios
- 2023 – Aspettando la bella vita
- 2023 – Motivation 4 the Streetz (feat Rondodasosa )

### Titres

#### En tant qu'artiste principal
- 2020 – Finché siamo sbronzi
- 2020 – Red Bandana
- 2020 – Calabasas (feat. Sneccio)
- 2021 – Così parlò Artie 5ive
- 2022 – Fiaccola
- 2022 – Murder Dance
- 2022 – Ready Rock
- 2022 – Paramedici
- 2022 – Tookie Williams
- 2023 – 2 minuti
- 2023 – ALBV
- 2023 – Eyes of the Tiger (feat Rondodasosa)
- 2023 – Top G (feat Sacky)
- 2023 – Cadillac (feat Boro et Andry the Hitmaker)
- 2023 – Finché non arriva la bella vita
- 2023 – RedBlue (feat Rondodasosa)
- 2023 – Guru del business (feat Rondodasosa)
- 2024 – Santi qua (feat. Ddusi)
- 2024 – 00
- 2024 – Ad maiora
- 2024 – Milano Testarossa (feat. Guè )
- 2024 – 64 barres au visage (Red Bull 64 Bars)
- 2024 – Per sempre (feat. Bresh)

#### En tant qu'artiste invité
- 2022 – DEM ( Kid Yugi feat Tony Boy et Artie 5ive)
- 2023 – Ready 4 War (Rondodasosa feat Artie 5ive)
- 2023 – Players Club '23 (Knight of the Posse) ( Night Skinny feat. Nerissima Serpe, Artie 5ive, Tony Boy, Papa V, Low-Red, Digital Astro et Kid Yugi)
- 2023 – Metropolitana (Nerissima Serpe feat Artie 5ive)
- 2023 – Rocket (Vale Pain feat Artie 5ive)
- 2023 – Paninaro (Digital Astro feat Tony Boy et Artie 5ive)
- 2024 – Los Diablos (Sacky feat. Artie 5ive et 167 Gang)
- 2024 – Non la sopporto (Papa V feat. Artie 5ive)

### Collaborations
- 2023 – Porto il commerciale (Kid Yugi et Night Skinny feat. Artie 5ive)
- 2023 – Victoria (Tony Boy feat Artie 5ive)
- 2023 – Puntino (Sadturs et Kiid feat Artie 5ive)
- 2023 – Le bambine fanno oh (Sadturs et Kiid feat. Nerissima Serpe, Anna, Papa V et Artie 5ive)
- 2023 – Clap clap (Sadturs et Kiid feat. Artie 5ive et Niky Savage)
- 2023 – Chosen One (Sadturs et Kiid feat Lito, Digital Astro et Artie 5ive)
- 2024 – Fortuna (Tony Boy feat Artie 5ive)
- 2024 – Capra a tre teste (Kid Yugi feat Tony Boy et Artie 5ive)
- 2024 – La ca$$a ( Capo Plaza feat Artie 5ive)
- 2024 – I Love It (Anna feat. Artie 5ive)
- 2024 – Weekend (Sadturs et Kiid feat Ghali et Artie 5ive)
- 2024 – 1234 Posse (Sadturs et Kiid feat Faneto, Artie 5ive, Digital Astro, Niky Savage, Lito, Low-Red, Kid Yugi et Rrari dal Tacco)
- 2024 – Casanova (Lazza feat Artie 5ive)
- 2024 – Palm Angels (Vale Lambo feat Artie 5ive)
- 2024 – Dissennatori (Melons feat. Artie 5ive)
- 2024 – Numero 5 (Night Skinny feat. Artie 5ive)
- 2024 – Nella trap (Night Skinny feat. Artie 5ive, Capo Plaza et Tony Effe)
- 2024 – True Story (Night Skinny feat. Noyz Narcos, Papa V et Artie 5ive)
- 2024 – Sotto pressione (Faneto feat. Artie 5ive)

## Tournée
- 2024 – Motivation 4 the Streetz - Tournée

## Remarques
1. ↑  TITANKA! Spa, « ARTIE 5IVE », sur hoteldiamond.it (consulté le 13 décembre 2024)
2. ↑  « Artie 5ive ingrana la quarta: la sua è una "Milano Testarossa" », sur TGcom24, 19 luglio 2024
3. 1 2 3 4 5 6  « History », sur Federazione Industria Musicale Italiana Digitare "Artie 5ive" in "Artista/Band".
4. ↑  « Boro, "Cadillac" è prima in classifica Fimi/Gfk: «La rivalsa verso chi faceva previsioni sulla mia vita» », sur Billboard Italia, 13 ottobre 2023
5. ↑  Claudio Cabona, « Artie 5ive e Rondodasosa: la rivalsa come benzina », sur Rockol, 14 dicembre 2023
6. ↑  « Rondodasosa e Artie 5ive portano in tour "Motivation 4 The Streetz" », sur Billboard Italia, 13 dicembre 2023